# كيوشي أراكاكي
كيوشي أراكاكي (باليابانية: 新垣清؛ بالكانا: あらかき きよし) هو لاعب كاراتيه ياباني، ولد في 1954 في ناها في اليابان.